# Сан Микеле Де Гати (Парма)
Сан Микеле Де Гати је насеље у Италији у округу Парма, региону Емилија-Ромања.
Према процени из 2011. у насељу је живело 327 становника. Насеље се налази на надморској висини од 212 м.